# Chang'e 2
Chang'e 2 (chinês tradicional: 嫦娥二號, chinês simplificado: 嫦娥二号, pinyin: Cháng'é èr hào) é uma sonda lunar não-tripulada chinesa, lançada ao espaço em 1 de outubro de 2010, como parte do programa espacial Chang'e, primeira fase do Programa Chinês de Exploração Lunar, criado pela Administração Espacial Nacional da China (AENC). A Chang'e 2 fez parte da primeira fase do Programa Chinês de Exploração Lunar e conduziu pesquisas a partir de uma órbita lunar de 100 km de altura em preparação para o pouso suave e o rover da Chang'e 3 em dezembro de 2013. 
Assim como sua predecessora, a Chang'e 1, esta sonda foi desenhada apenas para missão orbital e, apesar da similaridade de desenho com a sonda pioneira, foi dotada de equipamentos mais desenvolvidos, incluindo uma câmera de bordo de alta tecnologia e resolução com definição de 1 metro. Como todas as sondas do programa, ela foi batizada em homenagem a uma antiga deusa lunar chinesa, Chang'e.
Após completar seu objetivo principal, a sonda deixou a órbita lunar em direção ao  ponto de Lagrange L2 entre a Terra e o Sol , na qual entrou em órbita no dia 25 de Agosto de 2011. No ponto L2 testou a rede chinesa de rastreamento e controle, tornando a Administração Espacial Nacional da China a terceira agência espacial, depois da NASA e da ESA, a visitar este ponto.  Em abril de 2012, a Chang'e 2 partiu de L2 para iniciar uma missão estendida ao asteroide 4179 Toutatis, no qual fez uma passagem com sucesso.  Este sucesso fez da CNSA a quarta agência espacial a explorar asteroides diretamente, depois da NASA, ESA e JAXA.

## Visão Geral
O Programa Chinês de Exploração Lunar foi projetado para ser conduzido em quatro  fases de avanço tecnológico incremental: A primeira é simplesmente atingir a órbita lunar, uma tarefa concluída pela Chang'e 1 em 2007 e pela Chang'e 2 em 2010. A segunda é o pouso na Lua, como Chang'e 3 fez em 2013 e Chang'e 4 fez em 2019. A terceira é coletar amostras lunares do lado próximo e enviá-las para a Terra, uma tarefa que Chang'e 5 concluiu em 2020. A quarta fase consiste no desenvolvimento de uma estação de pesquisa robótica próxima ao pólo sul da Lua.

## Design
A Chang'e 2 era a sonda reserva da Chang'e 1 e havia sido modificada para sua própria missão. Enquanto a Chang'e 1 operava em uma órbita de 200 km, a Chang'e 2 voava a apenas 100 km, permitindo imagens de maior resolução e dados científicos mais precisos. A sonda também possuía uma câmera de maior resolução, sendo capaz de uma resolução de 1 metro (3,3 pé) em relação à órbita. A espaçonave também tinha um tempo de cruzeiro da Terra à Lua mais curto de 5 dias, em vez de 12. O foguete de lançamento da sonda tinha mais dois propulsores para realizar essa rota mais direta para a Lua. Além disso, o altímetro a laser era menor do que a do Chang'e 1, mas tinha precisão vertical de 5 metros em sua estimativa do raio da Lua. Ele também pulsava com mais frequência – cinco vezes por segundo em vez de apenas uma vez por segundo, em comparação com a Chang'e 1. Além disso, a câmera principal da sonda tinha uma resolução espacial de 10 metros (33 pé), em vez de 120 metros (390 pé). Por fim, o rastreamento da missão foi realizado com banda de rádio X-band, que não estava disponível para Chang'e 1. O custo total da missão Chang'e 2 foi de aproximadamente CN¥900 (US$ 125 milhões).
O sucesso de Chang'e 2 forneceu uma base técnica importante para a implementação bem-sucedida da futura exploração lunar da China", e o satélite de retransmissão Queqiao foi baseado no projeto de Chang'e 2.

## Missão

### Lançamento
Chang'e 2 foi lançado em 1º de outubro de 2010 às 10:59:57 UTC a bordo de um foguete Longa Marcha 3C do Centro de Lançamento de Satélites de Xichang em Xichang, na província de Sichuan. 

### Missão Lunar
Após o lançamento, a Chang'e 2 chegou à órbita lunar em 4 dias e 16 horas, com um perigeu de 200 km e um apogeu de 380.000 km, e se separou do foguete transportador conforme planejado. Foi a primeira vez que uma sonda lunar chinesa entrou diretamente em uma órbita de transferência da Terra para a Lua sem orbitar a Terra primeiro. Mais tarde, a sonda reduziu sua órbita para 100, com um perigeu de 15km, ao conduzir manobras de frenagens.. Dessa altitude, a sonda fez diversas observações topográficas da superfície, com o objetivo selecionar e preparar o local de pouso da sonda seguinte, Chang'e 3Em 8 de novembro de 2010, o governo chinês anunciou o sucesso de todos os objetivos da missão Chang'e 2, e publicou imagens da superfície lunar com uma resolução de até 1.3 metros. Em fevereiro de 2012, o governo chinês divulgou um mapa lunar completo construído a partir dos dados da Chang'e 2, alegando que era o mapa de maior resolução de toda a Lua já feito, que inclui mapas com resoluções de 7, 20 e 50 m, e o modelo de elevações com resoluções de 20 e 50 m, está disponível para download gratuito desde abril de 2018.

### Missão no ponto de Lagrange L2
Após cumprir seu objetivo principal, a Chang'e 2 foi redirecionada para o Ponto de Lagrange Terra-Sol L2, para testar os sistemas chineses de controle e rastreamento. A sonda chegou ao ponto L2 em 25 de agosto de 2011 às 14:27 UTC, após uma viagem de 77 dias, tornando-se o primeiro objeto a chegar ao ponto L2 diretamente da órbita lunar e viajando mais longe do que qualquer sonda espacial chinesa até aquele momento, e fazendo da CNSA a terceira agência espacial, depois da NASA e da ESA, a atingir este ponto no espaço. Ela começou a transmitir dados da área em setembro do mesmo ano. Em abril de 2012, a sonda deixou a órbita L2.

### Missão ao Asteróide 4179 Toutatis

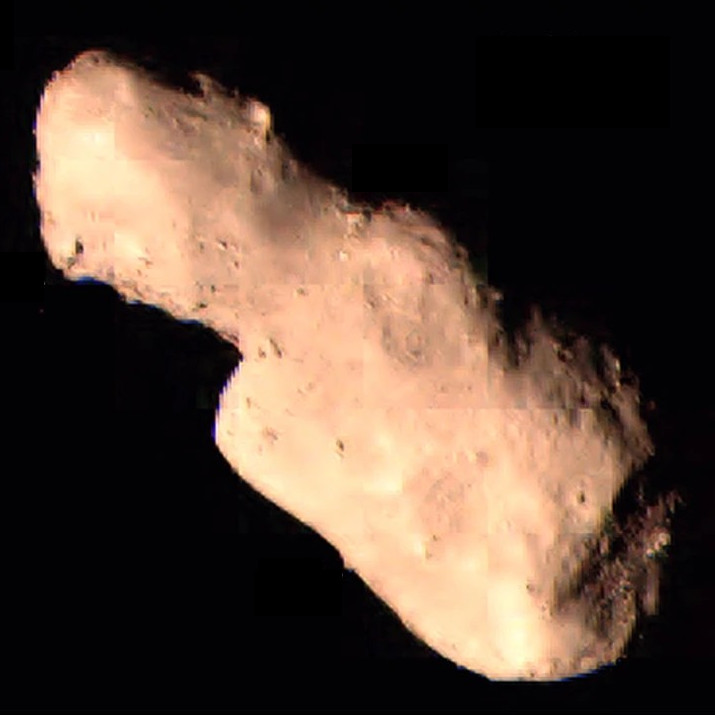
Toutatis fotografado pela Chang'e 2 durante seu sobrevoo

A Chang'e 2 partiu do ponto de Lagrage L2 em 15 de abril de 2012 e iniciou uma missão ao asteroide 4179 Toutatis. O sobrevoo foi realizado com sucesso em 13 de dezembro de 2012 às 08:30:09 GMT.  Imagens em close do asteroide, com resolução de até 10m por pixel, foram posteriormente publicadas online. Foi a primeira vez que uma nave espacial não tripulada fotografou o asteroide tão de perto. A Chang'e 2 chegou a 3.2km de Toutatis e tirou fotos do asteroide a uma velocidade relativa de 10.73km/s.  Este sobrevoo fez a China se tornar a quarta potência espacial a realizar uma exploração direta a um asteroide, após da NASA, ESA and JAXA.

### Missão Estendida
Em 2013, terminada suas missões, a Chang'e 2 encontra-se em espaço profundo testando seus sistemas de navegação e rastreamento. Estima-se que em 2014 ela se encontrava a cerca de 100 milhões de quilômetros da Terra, fazendo testes de sinais. De acordo com a Corporação Aeroespacial Chinesa, a nave tem combustível para continuar enviando mensagens de distâncias superiores a 300 milhões de quilômetros. No entanto, o contato com a sonda foi perdido em 2014 devido ao enfraquecimento do sinal. Estima-se que a Chang'e 2 retornará as proximidades da Terra por volta de 2027.